# Neil Sedaka
Neil Sedaka (født 13. marts 1939 i Brooklyn i New York) er en amerikansk popsanger, pianist og sangskriver, som ofte associeres med Brill Building. Han skrev sammen med Howard Greenfield flere hitsange til sig selv og andre. Sedakas stemme når tenor og alt.

## Karriere
Sedaka blev født i Brooklyn den 13. marts 1939. Hans far, Mac Sedaka, var taxachauffør og søn af tyrkiske immigranter; hans mor, Eleanor (Appel) Sedaka, var af polsk-russisk afstamning. Han demonstrerede første gang sine musikalske evner i skolekoret i 2. klasse, og da hans lærer sendte ham hjem med en seddel om at han burde gå til spil. Han begyndte med det samme at spille klaver. I 1947 fik han stipendium til den højt ansete Juilliard School of Music's Preparatory Division for Children, som han begyndte at gå til hver lørdag. Han havde samtidig interesse i popmusik, og da han var 13. hørte en nabo ham spille, og introducerede ham til sin 16-årige søn, Howard Greenfield, en lovende digter og tekstforfatter; de to begyndte at skrive sange sammen.
De bedst kendte Billboard Hot 100 hits fra tidligt i hans karriere er "Oh! Carol" (#9, 1959), "Calendar Girl" (#4, 1960), "Happy Birthday Sweet Sixteen" (#6, 1961) og "Breaking Up Is Hard to Do" (#1, 1962). "Oh! Carol" henviser til Sedakas Brill Building landsmand og tidligere kæreste Carole King. King svarede snart efter med sin egen svarsang, "Oh, Neil", som brugte Sedakas fulde navn.
Mellem 1960 og 1962 havde Sedaka otte Top 40 hits. Men han var blandt de kunstnere først i 1960'erne, hvis karriere blev skubbet af den britiske invasion og andre jordskred i musikindustrien. Hans singler begyndte at vige på de amerikanske hitlister for helt at forsvinde.
I 1973 hjalp Sedaka ABBA med at skrive den engelske tekst til sangen "Ring Ring" til Det Europæiske Melodi Grand Prix. Han begyndte at arbejde i England sammen med Elton John, som fik ham til at skrive kontrakt med sit Rocket Records pladeselskab. Efter et årti med konstant fald, vendte Sedaka tilbage til offentligheden og toppede i 1975 to gange hitlisterne med "Laughter in the Rain" og "Bad Blood". Elton John akkompagnerede ham på den sidste. Sedaka og Greenfield skrev også "Love Will Keep Us Together", en Hot 100 #1 hit for The Captain and Tennille og det bedst sælgende album i 1975 overhovedet. Man kan høre sætningen 'Sedaka is back' i baggrunden i codaen (sunget af baggrundssangere).
Det var de hits, plus Sedakas erfaring i at skrive for scenen, som gav ham et comeback. Sedaka blev valgt til at åbne for the The Carpenters af deres manager, Sherwin Bash. Ifølge biografien "Carpenters: The Untold Story" af Ray Coleman, beordrede Richard Carpenter dog Sedaka fyret. Det gav bagslag i medierne mod Carpenters efter Sedaka offentligt bekendtgjorde at han havde forladt turneen.
Richard Carpenter benægtede alle påstande om at han havde beordret Sedaka fyret for at 'stjæle deres show', og skrev i sit nyhedsbrev at han var stolt af Sedakas succes. Sherwin Bash blev dog senere fyret som the Carpenters' manager.
I 1976 indspillede Sedaka en ny version af "Breaking Up is Hard to Do." Det originale hit fra 1962 var teenage pop med hurtigt tempo, mens genindspilningen var meget langsommere og centreret omkring et Jazz/Torch Piano arrangement. Den blev #8 på pophitlisterne, og Sedaka blev dermed den anden kunstner til at nå den amerikanske Top 10 to gange med to forskellige versioner af samme sang. (The Ventures havde hits i 1960 og 1964 med indspilninger af "Walk, Don't Run". Interessant nok ville Sedakas pladeselskabs boss, Elton John, senere gøre det to gange, med "Don't Let the Sun Go Down on Me" (1991) og "Candle in the Wind" (1997).)
Sedakas anden version af "Breaking Up is Hard to Do" nåede toppen af Billboard's Adult Contemporary liste. Samme år indspillede Elvis Presley Sedaka-sangen "Solitaire". I 1980 havde Sedaka et #19 hit med "Should've Never Let You Go," som han indspillede med sin datter, Dara. 
Sedaka har også komponeret den populære "Is This The Way to Amarillo", en sang han skrev til briten Tony Christie. Den blev #18 på de engelske hitlister i 1971, men blev #1 da den blev genudgivet i 2005. Sedaka indspillede selv sangen i 1977, da den blev et #44 hit. 7. april 2006 blev Neil Sedaka, under en koncert i Royal Albert Hall i London, overrakt en pris fra Guinness Rekordbog: British Hit Singles and Albums som forfatter til den bedst sælgende single i det 21. århundrede for "Amarillo".
Ben Folds, en amerikansk popsanger; skrev på sit "iTunes Originals" album at Neil Sedaka var hans inspiration når det kom til sangudgivelser.
I 2007 optræder Sedaka fortsat med jævne mellemrum. Han har en stjerne på Hollywood Walk of Fame og blev indsat i Long Island Music Hall of Fame i oktober 2006.

## Andre musikalske værker
I 1985 blev noget af Sedakas musik brugt i den japanske anime tv-serie Mobile Suit Zeta Gundam. Det var de to intromelodier "Zeta – Toki wo Koete" (oprindeligt "Better Days are Coming") og "Mizu no Hoshi e Ai wo Komete" (oprindeligt "For Us to Decide", men den engelske version blev aldrig indspillet), såvel som slutmelodien "Hoshizora no Believe" (oprindeligt "Bad and Beautiful"). På grund af ophavsretsproblemer blev sangene erstattet af anden musik ved den nordamerikanske dvd-udgivelse.

## Privatliv
Neil Sedaka har været gift med Leba siden 1962. De har to børn: datteren Dara, som er musiker og sanger ved flere tv- og radioreklamer og sønnen Marc, en filmmanuskriptforfatter som bor i Los Angeles.

## Diskografi
- 1959 Rock with Sedaka
- 1961 Circulate
- 1972 Emergence
- 1972 Neil Sedaka (UK)
- 1972 Solitaire (UK)
- 1973 The Tra-la Days Are Over (UK)
- 1974 Laughter In The Rain (UK)
- 1974 Live at the Royal Festival Hall (UK) (live)
- 1975 Sedaka's Back (US)
- 1975 Overnight Success (UK)
- 1975 The Hungry Years (US)
- 1976 Sedaka Live in Australia at the South Sydney Junior Leagues Club
- 1976 Steppin' Out
- 1977 Neil Sedaka and Songs — A Solo Concert (live 2-LP)
- 1977 A Song
- 1977 Neil Sedaka and Songs
- 1978 All You Need Is the Music
- 1980 In the Pocket
- 1981 Now
- 1984 Come See About Me
- 1986 The Good Times
- 1991 Timeless — The Very Best Of Neil Sedaka (nye indspilninger af gamle og nye sange)
- 1993 Love Will Keep Us Together (compilation and new songs)
- 1995 Song Cycle (sange fra de britiske album "Emergence" og "Solitaire" (1972), tidligere ikke tilgængelige i USA)
- 1995 Classically Sedaka
- 1997 Tales of Love and Other Passions
- 2000 Singer and His Songs
- 2003 Brighton Beach Memories — Neil Sedaka Sings Yiddish
- 2003 Oh! Carol: The Complete Recordings, 1955-1966 (8 cd boks med tidligere uudgivet materiale)
- 2006 The Very Best of Neil Sedaka: The Show Goes On (2-cd tilbageblik på hans karriere med 7 "nye" [2003] sange); tilknyttet udgivelse af en ny dvd filmet 12. april 2006 i Londen, "Neil Sedaka Live at the Royal Albert Hall: The Show Goes On"
- 2006 The Miracle of Christmas
- 2007 Neil Sedaka: The Definitive Collection